# 이영재 (배우)
이영재(1963년 2월 12일 ~)는 대한민국의 배우이다. 1987년 KBS 12기 공채 탤런트로 선발되었다.

## 출연 작품

### 드라마
- 《유나의 거리》 (JTBC, 2014년) - 박 선생 역
- 《열애》 (SBS, 2013년) - 손동호 역
- 《복희 누나》 (KBS2, 2011년) - 조영호 이사 역
- 《광개토태왕》 (KBS1, 2011년)
- 《연개소문》 (SBS, 2006년) - 비담 역
- 《대조영》 (KBS1, 2006년) - 백제 포로 역
- 《제5공화국》 (MBC, 2005년) - 신우식 역
- 《불멸의 이순신》 (KBS1, 2004년) - 판교 역
- 《무인시대》 (KBS1, 2004년) - 고려 무관 역
- 《야인시대》 (SBS, 2002년) - 홍영철 역
- 《여인천하》 (SBS, 2001년) - 도승지 역
- 《태조 왕건》 (KBS1, 2000년) - 대전내관 역
- 《첼로》 (SBS, 1999년) - 이전무 역
- 《종이학》 (KBS2, 1998년) - 차연희의 댄스 파트너 정진교 역
- 《모정의 강》 (KBS1, 1997년) - 승태 역
- 《꿈의 궁전》 (SBS, 1997년) - 최양곤 역
- 《용의 눈물》 (KBS1, 1996년) - 맹호성 역
- 《찬란한 여명》 (KBS1, 1995년)
- 《야망의 세월》 (KBS2, 1990년) - 기자 역
- 《바람과 구름과 비》 (KBS2, 1989년) - 민하 역
- 《TV 손자병법》 (KBS2, 1987년) - 비서실 대리 역
- 《토지》 (KBS1, 1987년) - 조준구 아들 병수 역

### 광고
- 철원오대쌀
- 핫쵸코 미떼
- 농심 백산수
- 아빠는 삐에로 대선광고